# Municipio de Izamal
El municipio de Izamal (Itzmal en lengua maya: rocío del cielo) es uno de los 106 municipios del Estado de Yucatán, México ubicado en la parte central hacia el norte de la península de Yucatán. La cabecera municipal es la ciudad de Izamal.

## Datos históricos
El municipio tuvo hasta hace poco tiempo como actividad económica preponderante la agricultura, particularmente la relativa al henequén y a la agroindustria henequenera y la ganadería. También han destacado como actividades principales las artesanías y la confección de ropa. En los últimos años se ha desarrollado de manera intensa la actividad turística, muy especialmente en torno a su cabecera municipal que es ya un destino importante regionalmente por sus vestigios arqueológicos, por sus monumentos coloniales y por estar situada convenientemente entre Chichén Itzá que recibe un importante flujo turístico (75 km.) y Mérida, la capital del Estado de Yucatán (65 km.), también receptor importante de turismo, sitios con los cuales está unido por excelentes carreteras.
En el pasado, en los albores del México independiente, Izamal, con una extensión territorial mucho mayor que la actual, fue uno de los cinco departamentos ("Partidos", se llamaron entonces) en que se dividió Yucatán, junto con Mérida, Tekax, Valladolid y Campeche, hacia 1840.

## Colindancias
El municipio de Izamal limita con los siguientes municipios: al norte con Tekal de Venegas, Tepakán y Tekantó, al sur con Xocchel, Kantunil y Sudzal, al oriente con Tunkás y al poniente con el municipio de Hoctún.

## Comisarías y poblados pertenecientes al municipio de Izamal
Citilcum, Kimbilá, Sitilpech, Cuauhtémoc (Pixilá) y Xanabá. Otras de menor importancia son las haciendas de: San Luis, Kauán, Tebec, Balantún, Becal, Chixé, Sacalá, San Pedro Catzín, Ebulá, Chichihuá, Sahaltún, San Pedro, Santa María, Tziló, San Luis, San José Tzucacab, Yokdzonot (Izamal), Kanan, Chan-Kin, Chichi-Uh, Choyoh, Chumul, Kantoyehen, Mulsay, Sac-Nicté, Tulinché, Tebec,  X'Tohil y la finca Tecoh.

## Demografía
| 23,630                                         | 23,006 | 24,334 | 25,980 | 28,555 |
| (Fuente: https://www.inegi.org.mx/[Consultar]) |        |        |        |        |